# Circuito Brasileiro de Voleibol de Praia Masculino - Challenger de 2018
O Circuito Brasileiro de Voleibol de Praia - Challenger de 2018, também chamado de Circuito Banco do Brasil de Vôlei de Praia Challenger, foi a sétima edição da principal competição nacional de Vôlei de Praia Challenger na variante masculina, iniciado em 7 de junho de 2018.

## Resultados

### Circuito Challenger
| Evento                                                                    | Ouro                                 | Prata                             | Bronze                              | Quarto lugar                         |
| 1ª Etapa Maringá, Paraná 7 a 10 de junho de 2018.                         | / Luciano Ferreira Márcio Araújo     | / Ramon Gomes Adrielson Emanuel   | / Jefersson Coimbra Miguel Ortigosa | / Léo Vieira Jô Gomes                |
| 2ª Etapa Rio de Janeiro, Rio de Janeiro 28 de junho a 1 de julho de 2018. | / Marcus Carvalhaes Luciano Ferreira | / Matheus Maia Felipe Cavazin     | Rodrigo Bernat Rhooney Ferramenta   | / Ramon Gomes Adrielson Emanuel      |
| 3ª Etapa Brasília, Distrito Federal 19 a 22 de julho de 2018.             | / Léo Vieira Jô Gomes                | / Allison Francioni Márcio Araújo | Vinícius Freitas Fernandão          | Rafael Andrew Renato Andrew          |
| 4ª Etapa Jaboatão dos Guararapes, Pernambuco 16 a 19 de agosto de 2018.   | Rafael Andrew Renato Andrew          | / Léo Vieira Jô Gomes             | / Matheus Maia Felipe Cavazin       | Marcus Carvalhaes Rhooney Ferramenta |